# یواس‌اس مجابا (ای‌جی-۴۳)
یواس‌اس مجابا (ای‌جی-۴۳) (به انگلیسی: USS Majaba (AG-43)) یک کشتی بود که طول آن 300' بود. این کشتی در سال ۱۹۱۹ ساخته شد.